# Lijst van Sint-Niklazenaars
Deze lijst van Sint-Niklazenaars betreft bekende personen die in de Belgische stad Sint-Niklaas zijn geboren.

## A
- Murat Akin (1986), Belgisch-Turks voetballer
- Meyrem Almaci (1976), politica

## B
- Marc Baecke (1956-2017), voetballer
- Lore Baeten (1995), politica
- Constantin Bender (1826-1902), componist, dirigent en klarinettist
- Bob Benny (ps. Emilius Wagemans) (1926-2011), zanger en musicalster
- Charles Boëyé (1836-1907), politicus
- Emmanuel Boëyé (1778-1829), politicus
- Josephus Johannes Bernardus Boeyé (1766-1835), politicus
- Theo Bogaerts (1893-1971), schrijver
- August Borms (1878-1946), Vlaams-nationalist en collaborateur in de Eerste en Tweede Wereldoorlog
- Karel Borms (1876-1957), arts en activist
- Soufiane Bouchikhi (1990), atleet
- Mieke Bouve (1961), actrice en politica
- Albertus Bouweraerts (1880-1964), politicus
- Filip Brusselmans (1997), politicus
- Jef Burm (1923-2011), acteur
- Kimberly Buys (1989), zwemster
- Peter Buysrogge (1976), politicus
- Danny Bontinck (1958) journalist VTM-nieuws

## C
- Alex Callier (1972), muzikant (Hooverphonic)
- David Cantens (1980), acteur
- Arthur Claus (1861-1932), arts en Vlaams activist
- August Cool (1903-1983), vakbondsleider
- Raf Coorevits (1934), kunstschilder
- Maurits Coppieters (1920-2005), politicus
- Marc Cordeel (1946), politicus
- Sander Cordeel (1987), wielrenner

## D
- Danny Daelman (1969), wielrenner
- Karel De Baere (1925-1985), wielrenner
- Eva De Bleeker (1974), politica
- August De Block (1893-1979), politicus
- Jelle De Bock (1988), voetballer
- Ferdinand De Bondt (1923-2014), politicus
- Alfons De Cuyper (1877-1954), steenhouwer
- Lieven Dehandschutter (1958), politicus
- Thomas De Gendt (1986), wielrenner
- August de Maere (1826-1900), ingenieur, stichter van Zeebrugge, politicus, componist
- Charles Louis de Maere (1802-1885), ondernemer, dichter en componist
- Emile de Maere (1825-1898), edelman
- Charles de Meester (1800-1855), politicus
- Magda De Meyer (1954), politica
- Charles de Moerman d'Harlebeke (1797-1854), politicus
- François De Munck (1774-1855), politicus
- Jef De Pauw (1888-1930), kunstschilder
- Moreno De Pauw (1991), wielrenner
- Maaike De Rudder (1993), politica
- Louis De Ryck (1811-1860), politicus
- Els de Schepper (1965), actrice, cabaretière en schrijfster
- Jan De Somme-Servais (1799-1864), architect
- Paul De Vidts (1922-2002), politicus
- Romain De Vidts (1890-1962), politicus
- Eric De Volder (1946-2010), schrijver, beeldend kunstenaar en regisseur
- Alphonse Devos (1882-1959), politicus
- Ferdinand de Waele (1896-1977), archeoloog, historicus, kunsthistoricus en filoloog
- Catharina Dhaen (1992), beeldend kunstenaar
- Jos D'Haese (1992), politicus
- Lebuïn D'Haese (1956), beeldhouwer, dichter en schilder
- Guillaume D'Hanens (1894-1971), politicus
- Guillaume Jean Marie D'Hanens (1819-1888), politicus
- Guillaume d'Hanens-Peers (1788-1861), politicus
- Glenn D'Hollander (1974), wielrenner
- Sean Dhondt (1984), zanger (Nailpin)
- Matthias Diependaele (1979), politicus
- Wine Dierickx (1978), actrice
- Veerle Dobbelaere (1967), actrice

## F
- Jef Foubert (1946), politicus
- Jelle Frencken (1983), journalist

## G
- Gerard Gaudaen (1927-2003), houtsnijder
- Christel Geerts (1961), politica
- Dirk Gerlo (1959), journalist
- Jetty Gitari (1927-2008), zangeres
- Kristof Goddaert (1986-2014), wielrenner

## H
- Georges Joseph Haezaert (1883-1957), bisschop
- Alfons Hebbinckuys (1870-1937), politicus
- Rob Heirbaut (1967), journalist
- Karel Heynderickx (1875-1962), ambtenaar, activist en lid Raad van Vlaanderen
- Werner Heyndrickx (1909-1986), steen- en beeldhouwer
- Hendrik Heyman (1879-1958), politicus
- Peter Hertog (1966), politicus
- Joris Hessels (1980), acteur
- Jonathan Holslag (1981), politicoloog
- Robert Houben (1905-1992), politicus

## J
- Domien Jacob (1897-1984), gymnast
- Sven Jacobs (1968), museumdirecteur
- Alfons Janssens (1841-1906), politicus
- Frans Alfons Janssens (1865-1924), kanunnik en wetenschapper
- Theodoor Janssens (1825-1889), politicus
- Leon Janssens de Bisthoven (1859-1938), gouverneur
- Jozef Janssens de Varebeke, (1854-1930), kunstschilder
- Louis Janssens-Smits (1832-1884), industrieel en politicus
- Gustaaf kardinaal Joos (1923-2004), kardinaal en titulair aartsbisschop

## K
- Philippe Kervyn de Volkaersbeke (1815-1881), historicus en politicus
- Ömer Kulga (1989), voetballer

## L
- Tom Lanoye (1958), auteur
- Jimmy Laureys (1981), krachtsporter en meervoudig Sterkste Man van België
- Mieke Laureys (1974), actrice
- Begijn le Bleu (1971), cabaretier
- An Lemmens (1980), presentatrice

## M
- Sven Maes (1973), dj
- Marcel Maeyer (1920-2018), schilder
- Romain Malfliet (1910-2006), kunstschilder, aquarellist en etser
- Jozef Massy (1914-2011), kanosprinter
- Prosper Matthys (1924-2006), politicus
- Isidoor Mechant (1885-1966), wielrenner
- Karel Mechiels (1927-2017), kunstschilder
- Edmond Meert, textielnijveraar
- Leo Meert (1880-1963), industrieel, schrijver en activist
- Paul Meeus (1957), politicus
- Fabrice Mels (1992), mountainbiker
- Josse Mertens de Wilmars (1912-2002), politicus
- Hugo Metsers (1902-1978), kunstschilder
- Robby Meul (1981), wielrenner
- Nicolaas Moerloos (1900-1944), gymnast
- Sofie Muller (1974), kunstenares

## N
- Jean Baptiste Nobels (1856-1923), politicus

## O
- Yemi Oduwale (1986), acteur
- Daniël Ost (1955), bloemenkunstenaar

## P
- Caroline Pauwels (1964-2022), academicus
- Tim Pauwels (1971), journalist
- Tim Polfliet (1976), illustrator
- Frank Pollet (1959), schrijver
- Louise Prisse (1889-1985), hofdame
- Alfons Proost (1880-1957), kunstschilder
- Leo Van Puyvelde (1882-1965), kunsthistoricus
- Staf Pyl, Glaskunstenaar

## R
- Albert Reychler (1854-1938), hoogleraar scheikunde
- Benoît Rolliers (1798-1877), militair, brandweerman en revolutionair
- Lodewijk Rombaut (1880-1947), leraar en politicus
- Rudi Rotthier (1957), journalist
- Stephanie Rottier (1974), Nederlandse tennisster
- Conner Rousseau (1992), politicus
- Anna Rune, singer-songwriter
- Björn Rzoska (1973), politicus

## S
- Ludovicus (Louis of Luis) Siret (1860-1934), ingenieur en archeoloog in Zuid Spanje (Almeria)
- Jean Salumu (1990), basketballer
- Sylvestre Salumu, artiestennaam Woodie Smalls (1996), rapper
- Pater Jozef Segers, martelaar en scheutist
- Gaea Schoeters (1976), auteur
- Hunfred Schoeters (1941), politicus
- Danny Smet (1971), ballonvaarder
- Miet Smet (1943-2024), politica
- Piet Smet (1913-1980), atleet
- Paul Snoek (ps. Edmond Schietekat) (1933-1981), dichter
- Antoon Stillemans (1832-1916), bisschop van Gent
- Pierre-Louis Stillemans (1821-1902), priester
- Tom Stremersch (1975), wielrenner
- Dominika Strumilo (1996), volleybalster
- Victor Suy (1928-2022), portretschilder

## T
- Matthias Temmermans (1968), regisseur
- Edgar Tinel (1854-1912), pianist en componist
- Albert Tersago (1947-2019), inspecteur kunstonderwijs Vlaanderen, beeldhouwer

## V
- Dirk van Bastelaere (1960), dichter
- Lissa Van Brande, aerobics-atlete
- Werner Van Cleemput (1930-2006), componist
- August Van Daele (1944), voormalig chef defensie (CHOD)
- Lieve Van Daele (1963), politica
- Jan Van den Bossche (1974), presentator
- Bruno Vanden Broecke (1974), acteur
- Robert Van de Velde (1895-1978), steenhouwer
- Stijn Van de Voorde (1977), presentator
- Lies Van Gasse (1983), dichter en kunstenaar
- Walter Van Gerven (1935-2015), advocaat, voormalig hoogleraar en advocaat-generaal bij het Europees Hof van Justitie
- Gunther Van Handenhoven (1978), voetballer
- Sandrine Van Handenhoven (1984), zangeres
- Emiel Van Haver (1899-1966), politicus en oorlogsburgemeester van Sint-Niklaas
- Jan Frans Van Havermaet, beeldhouwer
- Karel Van Havermaet, Art-Deco architect
- Lise Van Hecke (1992), volleybalspeelster
- Tom Van Hooste (1972), atleet
- Camil Van Hulse (1897-1988), pianist, organist, pedagoog en componist
- Ria Van Landeghem (1957), atlete
- Joseph Felix Van Naemen (1799-1862), politicus
- Joseph Nicolas Van Naemen (1836-1917), politicus
- Pierre van Remoortere de Naeyer (1779-1866), politicus
- Maartje Van Neygen (1995), zangeres, actrice en model
- Iris Van Riet (1952), politica
- August Van Steelant (1921-1971), voetballer
- Emily Vavourakis (1989), zwemster
- Chris Verbeeck (1959), atleet
- Jozef Vercauteren (1902-1981), politicus
- Nicolaas Vercauteren (1821-1876), generaal-overste van de Broeders van Liefde
- Edgar Vercruysse (1864-1922), politicus
- Felix Vercruyssen (1892-1952), kanunnik en jeugdstichter
- Marcel Verdonck (1938-2017), politicus
- Stephaen Vereecken (1983), voetballer
- Marin Verhagen (1788-1849), politicus
- Kristof Verhassel (1979), acteur
- Dimitri Verhoeven (1974), acteur
- Angelo Vermeulen (1971), kunstenaar en bioloog
- Benjamin Vermeulen (1957), wielrenner
- Moniek Vermeulen (1959), schrijfster
- Jan Verniers (1928-2019), politicus
- Roel Verniers (1973-2011), auteur
- Yari Verschaeren (2001), voetballer
- Wouter Verschelden (1980), journalist en uitgever
- Wim Verstraeten (1957-2021), ballonvaarder
- Dany Verstraeten (1955), VTM nieuwsanker
- Jan Vertonghen (1987), voetballer
- Hubert Verwilghen (1883-1955), politicus
- Pierre-Antoine Verwilghen (1796-1846), politicus
- Stanislas Verwilghen (1829-1907), politicus

## W
- Jean Walter (1922-2014), schlagerzanger
- August Waterschoot, stadsarchitect
- Raphaël Waterschoot (1890-1962), architect
- Ronny Waterschoot (1946), acteur, scenarist en regisseur
- Ann Wauters (1980), basketbalspeelster
- Erik Wijmeersch (1970), atleet
- Freddy Willockx (1947-2024), politicus
- Juliaan Wittock (1825-1880), componist en dirigent
- Woodie Smalls (Sylvestre Salumu, 1996), rapper
- Frans Wuytack (1934), activist, dirigent, beeldhouwer en dichter
- Frans Wymeersch (1952), politicus